# 修正牛頓動力學
修正牛頓动力学（Modified Newtonian dynamics）是一种假說，它提出修正牛頓萬有引力定律以解釋觀察到的的星系性質。它是一種替代暗物質假說的方法，用來解釋為什麼星系似乎不遵守當前所理解的物理定律。
以色列物理學家莫德采·米爾格若姆（Mordehai Milgrom）於1982年創建並於1983年首次發表該假說，該假說的最初動機是解釋為什麼觀察到的星系中恆星的速度大於基於牛頓力學的預期。米爾格羅姆指出，如果恆星在星系外部區域所受到的引力與其向心加速度的平方成正比（與牛頓第二定律中的身相反），則可以解決這種差異，或者，如果引力與半徑成反比線性變化（與牛頓萬有引力定律中半徑的平方反比相反）。MOND在極小的加速度下偏離牛頓定律，這是星系外部區域以及星系團內星系間力的特徵，但遠低於太陽系或地球上遇到的任何情況。
修正牛頓動力學是一類被稱為修正引力的理論之一，它是用來替代「星系的動力學是由巨大的、看不見的暗物質暈決定的」的假說。自從Milgrom最初提出修正牛頓動力學以來，其支持者聲稱成功預測了各種星系現象，他們認為這些現象是暗物質理論難以解釋的。
雖然MOND可以解釋星系邊緣的異常高自轉速度，但它並不能完全解釋星系團內個別星系的速度分布。修正牛頓動力學將速度分布和星系團觀測到的缺失重子質量之間的差異從約10倍降至約2倍，但剩餘的差異不能由修正牛頓動力學解釋，需要其他解釋來填補這一差距，例如尚未檢測到的缺失重子物質存在。
2017年關於引力波速度與光速的精確測量排除了某些修改重力理論，但得出其他不需要暗物質的修正牛頓動力學理論仍然是可行的結論。兩年後，Constantinos Skordis和Tom Zlosnik提出的理論與「引力波一直以光速行進」的結果是一致的。再往後，在2021年，Skordis和Zlosnik發展了他們理論的一個子類，稱為「RMOND」，即「相對論修正牛頓動力學」，該理論已被證明能極詳細地重現宇宙學中的主要觀測現象，包括宇宙微波背景功率譜和物質結構功率譜。